# Кубок Фарерських островів з футболу
Ку́бок Фаре́рських острові́в з футбо́лу (фар. Løgmanssteypið) — другий за значимістю після чемпіонату футбольний турнір на Фарерських островах, у якому визначається володар національного кубка. Проходить за системою плей-оф. Заснований у 1955 році.

## Переможці
| Клуб         | Перемоги | Сезони |
| ------------ | -------- | --- |
| ГБ Торсгавн  | 30       | 1955, 1957, 1959, 1962, 1963, 1964, 1968, 1969, 1971, 1972, 1973, 1975, 1976, 1978, 1979, 1980, 1981, 1982, 1984, 1987, 1988, 1989, 1992, 1995, 1998, 2004, 2019, 2020, 2023, 2024 |
| Б36 Торсгавн | 7        | 1965, 1991, 2001, 2003, 2006, 2018, 2021 |
| Вікінгур     | 6        | 2009, 2012, 2013, 2014, 2015, 2022 |
| ГІ Гьота     | 6        | 1983, 1985, 1996, 1997, 2000, 2005 |
| Клаксвік     | 6        | 1966, 1967, 1990, 1994, 1999, 2016 |
| ТБ Творойрі  | 5        | 1956, 1958, 1960, 1961, 1977 |
| ЕБ/Стреймур  | 4        | 2007, 2008, 2010, 2011 |
| НСІ Рунавік  | 3        | 1986, 2002, 2017 |
| ВБ Вагур     | 1        | 1974 |
| Б71 Сандур   | 1        | 1993 |